# Pleraplysilla hyalina
Pleraplysilla hyalina är en svampdjursart som beskrevs av de Laubenfels 1950. Pleraplysilla hyalina ingår i släktet Pleraplysilla och familjen Dysideidae.
Artens utbredningsområde är havet kring Australien. Inga underarter finns listade i Catalogue of Life.